# Jevgenij Tasjkov
Jevgenij Tasjkov (russisk: Евгений Иванович Ташков) (født 18. december 1926 i Bykovo i det Sovjetunionen, død 15. februar 2012 i Moskva i Rusland) var en sovjetisk filminstruktør, manuskriptforfatter og skuespiller.

## Filmografi
- Prikhodite zavtra... (Приходите завтра..., 1963)[1][2]
- Major Vikhr (Майор Вихрь, 1967)
- Adjutant ego prevoskhoditelstva (Адъютант его превосходительства, 1969)
- Deti Vanjusjina (Дети Ванюшина, 1973)